# Les Neyrolles
Les Neyrolles sont une commune française, située dans le département de l'Ain en région Auvergne-Rhône-Alpes.
Ses habitants sont les Neyrollands.

## Géographie

### Localisation
Les Neyrolles sont situées dans la vallée de Nantua, près des Battoirs, commune rattachée à Nantua.

### Climat
Pour des articles plus généraux, voir Climat d'Auvergne-Rhône-Alpes et Climat de l'Ain.
En 2010, le climat de la commune est de type climat de montagne, selon une étude du CNRS s'appuyant sur une série de données couvrant la période 1971-2000. En 2020, Météo-France publie une typologie des climats de la France métropolitaine dans laquelle la commune est exposée à un climat de montagne ou de marges de montagne et est dans la région climatique Jura, caractérisée par une forte pluviométrie en toutes saisons (1 000 à 1 500 mm/an), des hivers rigoureux et un ensoleillement médiocre.
Pour la période 1971-2000, la température annuelle moyenne est de 9,6 °C, avec une amplitude thermique annuelle de 17,5 °C. Le cumul annuel moyen de précipitations est de 1 667 mm, avec 12 jours de précipitations en janvier et 9 jours en juillet. Pour la période 1991-2020, la température moyenne annuelle observée sur la station météorologique de Météo-France la plus proche, « Vieu », sur la commune de Vieu-d'Izenave à 10 km à vol d'oiseau, est de 9,4 °C et le cumul annuel moyen de précipitations est de 1 610,3 mm,. Pour l'avenir, les paramètres climatiques de la commune estimés pour 2050 selon différents scénarios d'émission de gaz à effet de serre sont consultables sur un site dédié publié par Météo-France en novembre 2022.

## Urbanisme

### Typologie
Au 1er janvier 2024, Les Neyrolles sont catégorisées bourg rural, selon la nouvelle grille communale de densité à 7 niveaux définie par l'Insee en 2022.
Elle appartient à l'unité urbaine de Nantua, une agglomération intra-départementale dont elle est une commune de la banlieue,. La commune est en outre hors attraction des villes,.

### Occupation des sols
L'occupation des sols de la commune, telle qu'elle ressort de la base de données européenne d’occupation biophysique des sols Corine Land Cover (CLC), est marquée par l'importance des forêts et milieux semi-naturels (77,9 % en 2018), en augmentation par rapport à 1990 (76 %). La répartition détaillée en 2018 est la suivante : 
forêts (77,9 %), prairies (11,7 %), zones urbanisées (5,5 %), zones industrielles ou commerciales et réseaux de communication (3,6 %), zones agricoles hétérogènes (1,3 %).
L'évolution de l’occupation des sols de la commune et de ses infrastructures peut être observée sur les différentes représentations cartographiques du territoire : la carte de Cassini (XVIIIe siècle), la carte d'état-major (1820-1866) et les cartes ou photos aériennes de l'IGN pour la période actuelle (1950 à aujourd'hui).

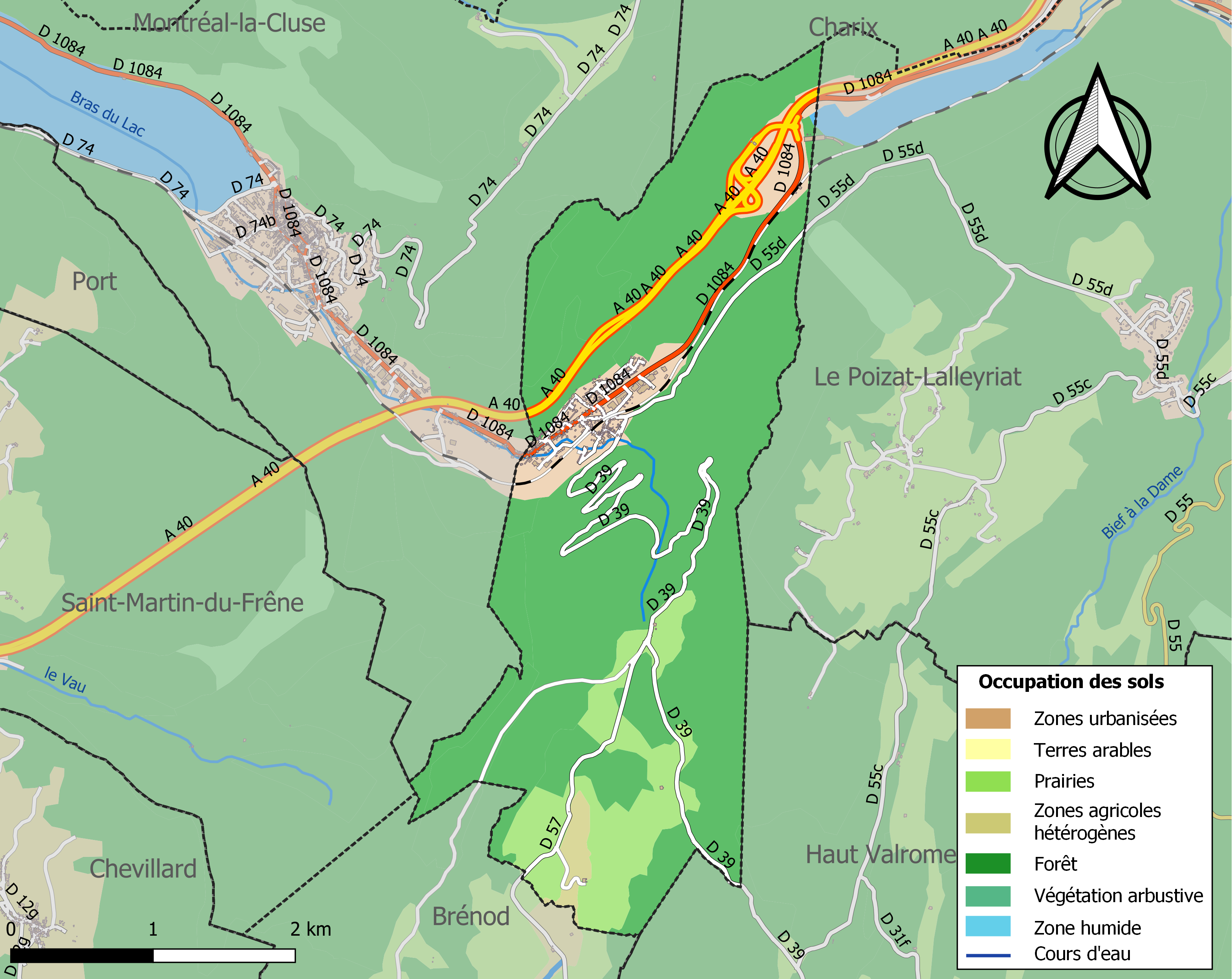
Carte des infrastructures et de l'occupation des sols de la commune en 2018 (CLC).

## Toponymie
Le nom de la localité est attesté sous les formes de Neyrollis en 1309, de les Neyroles au XVe siècle.
Toponyme que l'on peut comprendre « de Leneyroles » ; peut-être équivalent francoprovençal de l'oïl linière « champ de lin », Les Neyrolles doivent leur nom à une mauvaise coupure quand le le- de *Leneyroles a été pris pour l’article.

## Politique et administration

### Découpage territorial
La commune des Neyrolles est membre de l'intercommunalité Haut-Bugey Agglomération, un établissement public de coopération intercommunale (EPCI) à fiscalité propre créé le 1er janvier 2014 dont le siège est à Oyonnax. Ce dernier est par ailleurs membre d'autres groupements intercommunaux.
Sur le plan administratif, elle est rattachée à l'arrondissement de Nantua, au département de l'Ain et à la région Auvergne-Rhône-Alpes. Sur le plan électoral, elle dépend du  canton de Nantua pour l'élection des conseillers départementaux, depuis le redécoupage cantonal de 2014 entré en vigueur en 2015, et de la cinquième circonscription de l'Ain  pour les élections législatives, depuis le dernier découpage électoral de 2010.

### Administration municipale

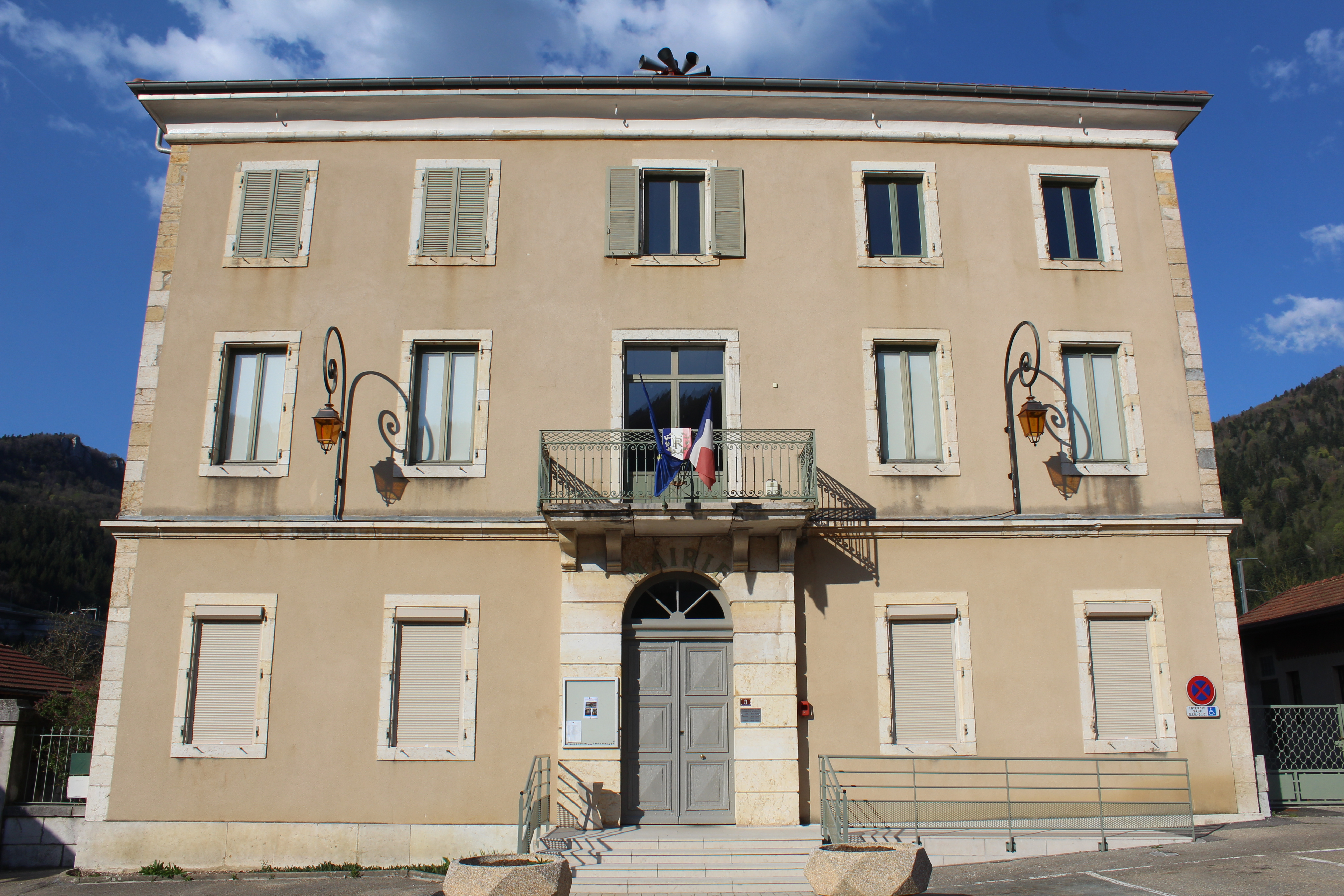
Mairie.

| Période                                  | Période   | Identité        | Étiquette | Qualité  |
| ---------------------------------------- | --------- | --------------- | --------- | -------- |
| juin 1995                                | mars 2008 | Gilbert Carron  |           |          |
| mars 2008                                | En cours  | Lucien Juillard | SE        | Retraité |
| Les données manquantes sont à compléter. |           |                 |           |          |

## Démographie
L'évolution du nombre d'habitants est connue à travers les recensements de la population effectués dans la commune depuis 1793. Pour les communes de moins de 10 000 habitants, une enquête de recensement portant sur toute la population est réalisée tous les cinq ans, les populations de référence des années intermédiaires étant quant à elles estimées par interpolation ou extrapolation. Pour la commune, le premier recensement exhaustif entrant dans le cadre du nouveau dispositif a été réalisé en 2004.
En 2022, la commune comptait 623 habitants, en évolution de −2,04 % par rapport à 2016 (Ain : +5,15 %, France hors Mayotte : +2,11 %).
| 1793 | 1800 | 1806 | 1821 | 1831 | 1836 | 1841 | 1846 | 1851 |
| ---- | ---- | ---- | ---- | ---- | ---- | ---- | ---- | ---- |
| 271  | 292  | 340  | 305  | 380  | 383  | 332  | 348  | 359  |

| 1856 | 1861 | 1866 | 1872 | 1876 | 1881 | 1886 | 1891 | 1896 |
| ---- | ---- | ---- | ---- | ---- | ---- | ---- | ---- | ---- |
| 397  | 406  | 430  | 402  | 409  | 435  | 412  | 387  | 393  |

| 1901 | 1906 | 1911 | 1921 | 1926 | 1931 | 1936 | 1946 | 1954 |
| ---- | ---- | ---- | ---- | ---- | ---- | ---- | ---- | ---- |
| 395  | 395  | 395  | 368  | 400  | 480  | 378  | 377  | 401  |

| 1962 | 1968 | 1975 | 1982 | 1990 | 1999 | 2004 | 2006 | 2009 |
| ---- | ---- | ---- | ---- | ---- | ---- | ---- | ---- | ---- |
| 392  | 383  | 466  | 526  | 615  | 617  | 632  | 671  | 650  |

| 2014 | 2019 | 2022 | - | - | - | - | - | - |
| ---- | ---- | ---- | - | - | - | - | - | - |
| 638  | 645  | 623  | - | - | - | - | - | - |

## Économie
La commune des Neyrolles possédait de 1932 à 1990 une gare SNCF, la gare des Neyrolles. À la suite de l'éboulement d'une partie d'une montagne en 1922, la Compagnie des chemins de fer de Paris à Lyon et à la Méditerranée a reconstruit la voie proche de la localité. La compagnie a donc créé une gare aux Neyrolles avec une seule voie à quai unique. Le bâtiment a été construit avec des matériaux de la région.
Sur la commune des Neyrolles se trouve la source du ruisseau de la Doye. Elle est exploitée par la société Cristaline, grâce à l'usine située plus haut.

## Lieux et monuments

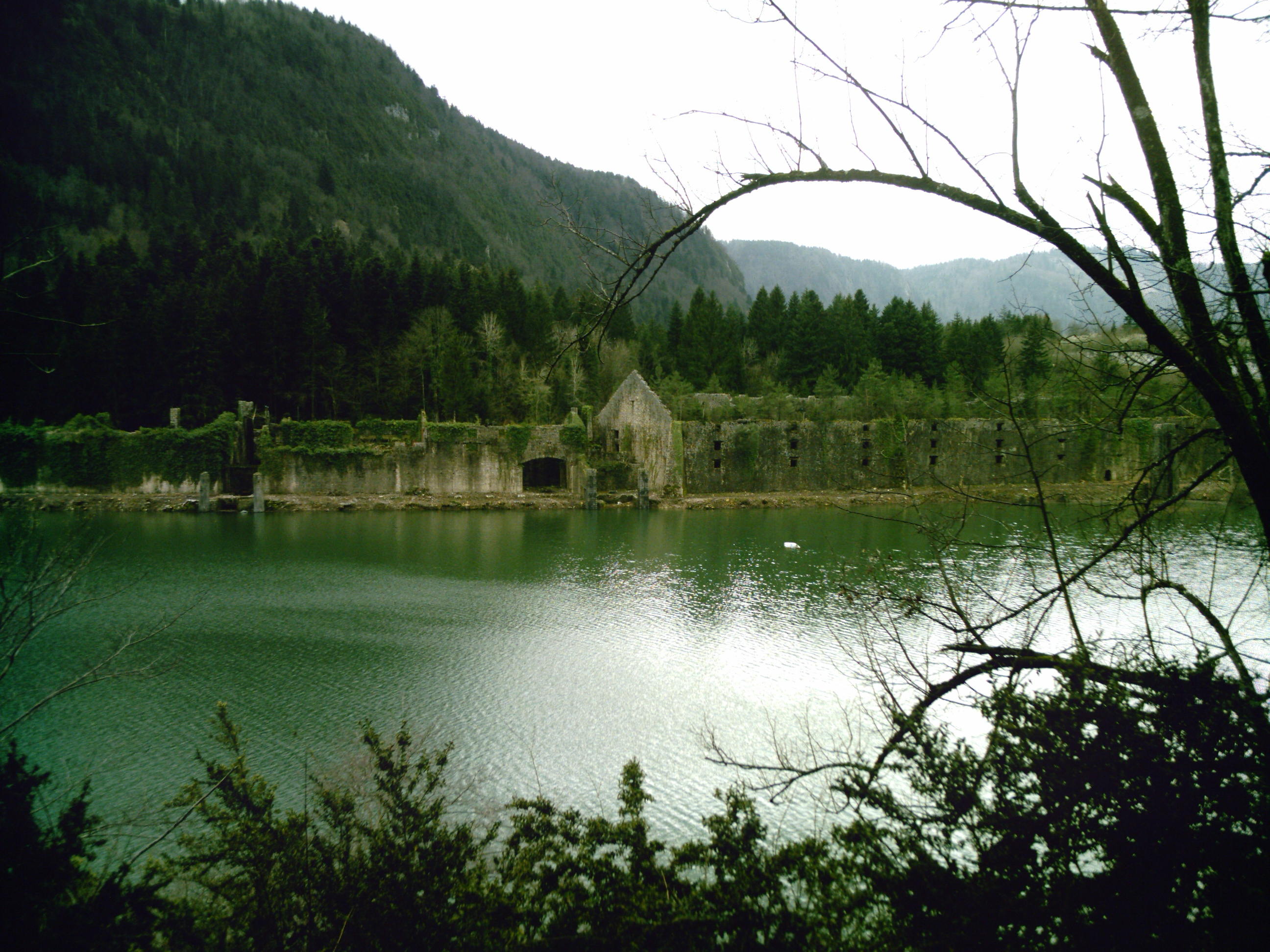
L'ancienne glacière du lac de Sylans aux Neyrolles.

Le chemin de Compostelle (Via Lugdunum) Genève - Lyon traverse la commune au-dessus du viaduc de l'autoroute, côté Mont Cornet.
Les monuments et sites remarquables de la commune sont :
- 11 fontaines publiques (eau non analysée)
- Tourbière de Colliard.
- Ancienne gare des Neyrolles (1932).
- Église Saint-Clair des Neyrolles.

### Sites classés
- Site classé du lac de Sylans, partiellement situé sur le territoire communal.
- Site classé de la source de la Doye.